# Cymbacephalus nematophthalmus
Cymbacephalus nematophthalmus är en fiskart som först beskrevs av Günther, 1860.  Cymbacephalus nematophthalmus ingår i släktet Cymbacephalus och familjen Platycephalidae. Inga underarter finns listade i Catalogue of Life.